# 尚普兰 (涅夫勒省)
尚普兰（法語：Champlin，法語發音：[ʃɑ̃plɛ̃]）是法国涅夫勒省的一个市镇，属于克拉姆西区。

## 地理
尚普兰（47°14'28"N, 3°26'45"E）面积7.91 平方千米，位于法国勃艮第-弗朗什-孔泰大區涅夫勒省，该省份为法国中部省份，北至约讷省，西北接卢瓦雷省，西接谢尔省，南至阿列省，东南接索恩-卢瓦尔省，东临科多尔省。
与尚普兰接壤的市镇（或旧市镇、城区）包括：舍瓦讷-尚日、阿尔泰勒、欧蒂乌、比西拉佩勒、尚帕勒芒、蒙特努瓦松。

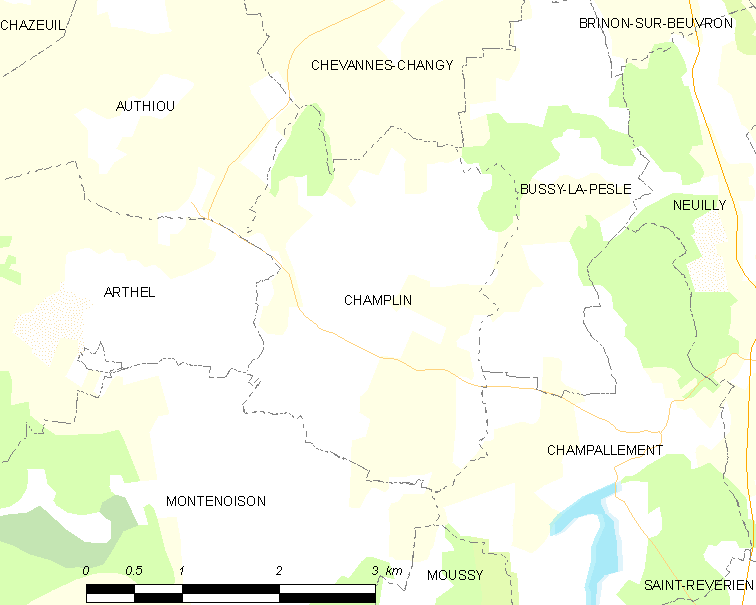
的OSM定位图

尚普兰的时区为UTC+01:00、UTC+02:00（夏令时）。

## 行政
尚普兰的邮政编码为58700，INSEE市镇编码为58054。

## 政治
尚普兰所属的省级选区为卢瓦尔河畔拉沙里泰县。

## 人口

1962-2008年间人口变化图示

尚普兰于2022年1月1日时的人口数量为42人。